# Rugcrawl
De rugcrawl is een slag die wordt uitgevoerd op de rug. De slag wordt als wedstrijdslag gezwommen. De rugcrawl is een slag die bij de mensen aan het begin van de zwemlessen aan het begin al wordt aangeleerd. Dit omdat de slag vaak gezwommen wordt en technische uitvoering vaak vrij moeilijk aan te leren is.

## Houding
Een belangrijk onderdeel bij het uitoefenen van rugcrawl is de houding. Deze is essentieel voor een goede uitvoering. De uitgangshouding houdt in dat de zwemmer horizontaal gestrekt op de rug zwemt. Hierbij wordt het achterhoofd tot aan de oren in het water gedaan.

## Beenslag
Bij de beenslag gaan de benen van de zwemmers op en neer. De benen gaan hierbij vlak langs elkaar, waarbij de inzet van de beweging in de heup begint. De grootst mogelijke afstand die de benen hier onderling hebben is tussen de 30 en 60 centimeter. Zij maken hierbij een stuwbeweging. Van belang is dat de tenen naar achter gericht zijn (ook wel ballet-voeten genoemd) en dat de beide benen onder het wateroppervlak blijven. De beenslag is hetzelfde als bij de borstcrawl, alleen dan in rugligging.

## Armslag
De armen worden om de beurt over en door het water gehaald. De armslag is een continue slag en bestaat uit achtereenvolgens een insteekfase, pakfase, trek- en duwfase, uithaalfase en overhaalfase. De beweging gaat in een cyclus zonder drijfmomenten.
De gestrekte arm wordt met de pinkzijde als eerste in het water gestoken, achter het hoofd (insteekfase). De pols maakt hierbij een lichte hoek. Als de hand in het water zit pakt deze het water ongeveer 10 centimeter onder het wateroppervlak (pakfase). Hier is het van belang dat de vingers gesloten zijn om zo veel mogelijk stuwing te kunnen maken. Deze stuwing wordt veroorzaakt doordat de gestrekte arm in een versnelde beweging een halve cirkel maakt in de richting van de heup (trek- en duwfase). Hierna wordt de arm uit het water gehaald met de duim omhoog (uithaalfase), waarna deze weer door de lucht naar achter wordt gebracht (overhaalfase).
De armslag en de beenslag staan in een constante verhouding met elkaar. In het algemeen is de verhouding 2:6: per twee armslagen kruisen de benen elkaar zes keer.